# 福井市上下水道局
福井市上下水道局 (ふくいしじょうげすいどうきょく) は、福井県福井市を営業区域とする水道事業者（地方公営企業）である。1968年より福井市企業局として水道事業、都市ガス事業を営んでいたが、2020年（令和2年）4月1日付けで都市ガス事業を福井都市ガスへ譲渡し、市長部局であった下水道部を統合、2024（令和6年）4月1日付で現名称に改称した。

## 上下水道事業
福井市の上水道、簡易水道の大半、下水道、集落排水、下水区域外などの持込し尿処理を担当、一部地区に残る独自の簡易水道の指導を行う。なお、福井臨海工業地帯及び九頭竜川右岸部の工業用水道事業は福井県が行っている。

### 沿革
- 1924年9月：上水道の給水開始。
- 1935年：福井市水道部設立。
- 1945年10月 - 11月：終戦（福井空襲）復旧工事を実施。
- 1946年10月：ガス局と水道部を統合し、福井市ガス水道局に改組。
- 1949年7月1日：水道事業がガス水道局から分離し、福井市水道局として独立。
  - 7月 - 12月：震災（福井地震）復旧工事を実施。
- 1968年10月1日：福井市企業局設立。
- 1968年11月1日：水道局を統合。
- 2020年4月1日：下水道部を統合。
- 2024年4月1日：福井市上下水道局に改称。

## かつての事業

### 都市ガス事業
2020年3月31日まで、福井市企業局は、ガス部を設置し、都市ガス事業を営んでいた。2006年に越前市の都市ガス事業が関西電力・敦賀ガスが共同出資した越前エネラインに譲渡されてからは、当局が唯一の福井県内で唯一の公営ガス事業者であった。
福井市企業局では、経営環境の悪化に加え人口減少やオール電化住宅の普及による需要の減少、2017年から開始されたガス小売りの全面自由化による競争を受け、同年4月に「福井市ガス事業のあり方検討委員会」を設置。同年12月21日に検討委員会は、「福井市のガス事業を早期に事業譲渡することが望ましい」と答申した。この答申を受け、福井市企業局は2018年1月31日に2020年4月1日をめどに民営化する方針を固めた。なお、契約世帯数の割合は2000年と対比すると、2018年度末で約30%も減少している。
2018年4月16日に福井市ガス事業譲渡先選定委員会を設置。同年11月には、選定委員会が関西電力、北陸電力、敦賀ガスの3社による企業グループを最優秀提案者として答申し優先交渉権者として決定。3社のグループは、譲渡価格として福井市側が想定していた42億円を上回る67億円を提示したことも評価された。なお、譲渡先の提案者には伊丹産業 や大阪ガス（大阪ガスは大津市企業局のガス事業民営化に参加）も名乗りを上げていた。
2018年12月20日、福井市は関西電力を筆頭とする企業グループが設立した新会社とガス事業譲渡の仮契約を締結した。譲渡先の新会社は、福井都市ガス株式会社（ふくいとしガス）で2019年3月の福井市議会において譲渡に関する議案を可決。仮契約が本契約へ移行し2020年4月1日に民営化されることになった。新会社の福井都市ガスは、関西電力が筆頭株主 となっており（グループ企業の位置付けは、関西電力は同社の連結子会社、北陸電力は持分法適用会社ではない関連会社）、家庭向けの料金を最大で2割値下げする方針も示している。福井市のガス事業民営化により、北陸地方での公営のガス事業者は金沢市企業局のみとなっていたが、金沢市は2022年4月1日にガス事業と発電事業を、同市も出資参加する金沢エナジー（北陸電力グループかつ東邦ガス関連会社）へ譲渡した。

#### 沿革
- 1912年2月：ガス事業開始[7]、福井市ガス局設立。
- 1945年7月：福井空襲により需用家焼失。ガス供給停止。
- 1946年10月：ガス供給再開。
- 1948年6月：福井地震によりガス供給停止。
- 1949年4月：ガス供給再開。
- 1968年10月1日：福井市ガス局を福井市企業局に改組。
- 2002年4月：天然ガス転換作業（5C→13A）開始。
- 2003年11月：天然ガス転換作業終了。
- 2018年1月31日：2020年4月1日をめどに民営化することを発表[4][6]。
- 2018年12月20日：福井都市ガスと事業譲渡の仮契約を締結。
- 2020年4月1日：都市ガス事業を福井都市ガスへ譲渡。

## 事業所
現在の事業所
- 福井市大手三丁目13番1号 福井市上下水道局庁舎
- 上下水道経営部
  - 経営管理課 - 局庁舎3階
    - 技術研修センター - 局庁舎5階
    - 水道記念館 - 福井市足羽一丁目7番35号
    - 森田配水塔マイアクア展示室 - 福井市東森田一丁目2415番地
    - 青松園 - 福井市足羽一丁目8番35号

  - 上下水道サービス課 - 局庁舎2階
    - 上下水お客様センター - 局庁舎1階
- 上下水道事業部
  - 水道管路課 - 局庁舎2階
    - 給水管理事務所 - 福井市足羽一丁目7番35号

  - 水道施設課 - 局庁舎2階
    - 浄水管理事務所 - 福井市北野下町第21号35番地

  - 簡易水道課 - 局庁舎2階
  - 下水管路課 - 局庁舎4階
    - 雨水対策室 - 同上

  - 下水施設課 - 同上
    - 集落排水管理事務所 - 同上
    - 下水施設管理事務所 - 福井市黒丸町第3号1番地
    - 日野川スウェッジガーデン - 同上
    - 下水記念室（非常駐） - 福井市春山二丁目21番先

過去の事業所
- ガス部
  - ガスセンター（ショールーム） - 局庁舎1階
  - ガス工務課 - 局庁舎3階
    - ガス工場 - 福井市飯塚町第20号1番地5（福井都市ガスの本社所在地）